# Ольховатка (Понировський район)
Ольховатка (рос. Ольховатка) — село в Понировському районі Курської області Російської Федерації. Населення становить 531 особу. 

## Історія
Населений пункт розташований на території українського етнічного та культурного краю Східна Слобожанщина.
Від 2004 року входить до складу муніципального утворення Ольховатська сільрада.

## Населення
| 2010 |
| ---- |
| 531  |